# زولتان ماغيار
زولتان ماغيار (بالمجرية: Magyar Zoltán)‏ (من مواليد 13 ديسمبر 1953) كان لاعب جمباز فني (حصان المقابض) الرائد في العالم في السبعينيات. فاز في هذا التخصص بلقبين في الألعاب الأولمبية وثلاث بطولات العالم وثلاثة ألقاب أوروبية وكأس العالم مرتين.
كان لماغيار حركتين سميت باسمه: مغزل ماغيار (يدور الجسم في الاتجاه المعاكس من الأرجل الدائرية) و ترحل ماغيار (عبور الحصان في الإتجاه المعاكس).

## روابط خارجية
- زولتان ماغيار على موقع الاتحاد الدولي للجمباز (licence) (الإنجليزية)
- زولتان ماغيار على موقع الاتحاد الدولي للجمباز (biography) (الإنجليزية)
- زولتان ماغيار على موقع اللجنة الأولمبية الدولية (الإنجليزية)
- زولتان ماغيار على موقع أوليمبيديا (الإنجليزية)
- زولتان ماغيار على موقع اللجنة الأولمبية المجرية (الهنغارية)